# 해양수산부

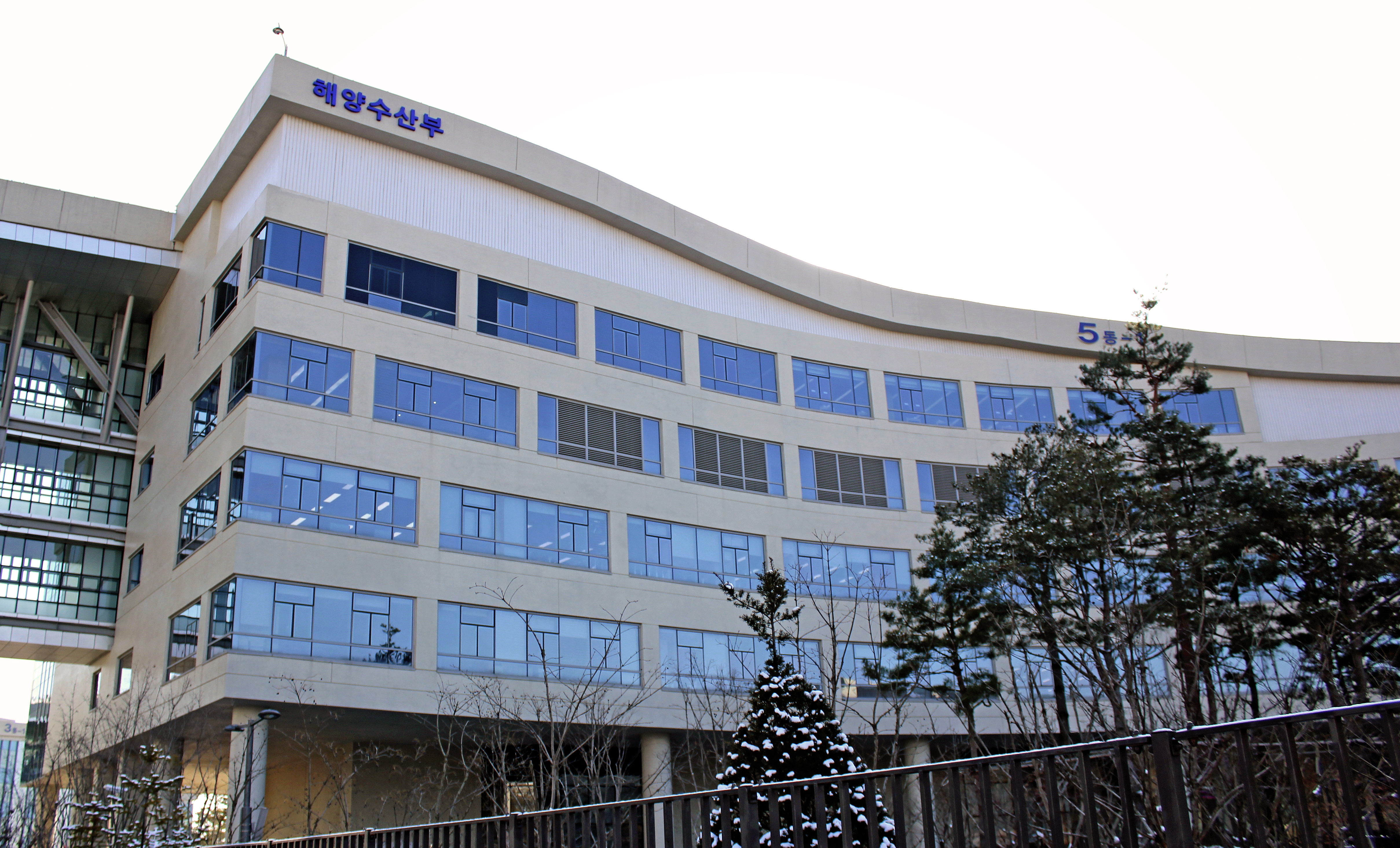
해양수산부 청사

해양수산부(海洋水産部) 또는 줄여서 해수부는 해양정책, 수산, 어촌개발 및 수산물 유통, 해운·항만, 해양환경, 해양조사, 해양수산자원개발, 해양과학기술연구·개발 및 해양안전심판에 관한 사무를 관장하는 대한민국의 중앙행정기관이다. 장관은 국무위원으로, 차관은 정무직공무원으로 보한다. 2025년 현재, 대한민국 대통령 이재명은 연말까지 해양수산부를 부산광역시로 이전하겠다고 밝혔다.

## 소관 사무
- 해양·수산 정책에 관한 사무
- 어촌개발에 관한 사무
- 수산물 유통에 관한 사무
- 해운·항만에 관한 사무
- 해양환경에 관한 사무
- 해양조사에 관한 사무
- 해양자원개발에 관한 사무
- 해양과학기술 연구·개발에 관한 사무
- 해양안전심판에 관한 사무

## 연혁
- 1948년 7월 17일: 상공부에 수산국을, 교통부에 해운국을 설치.[4]
- 1955년 2월 7일: 상공부 수산국을 개편하여 해무청을 설치.[5]
- 1961년 10월 2일: 해무청을 폐지하고 소관사무를 농림부에 이관.[6]
- 1966년 2월 28일: 농림부로부터 수산에 관한 사무를 수산청에 이관하여 분리.[7]
- 1973년 3월 3일: 수산청을 농수산부 소속으로 변경.[8]
- 1976년 1월 31일: 건설부의 항만건설업무와 교통부의 항만운영 및 해운업무에 관한 사무를 항만청에 이관하여 분리.[9]
- 1977년 12월 16일: 항만청을 해운항만청으로 개편.[10]
- 1987년 1월 1일: 수산청을 농림수산부 소속으로 변경.[11]
- 1994년 12월 23일: 해운항만청을 건설교통부 소속으로 변경.[12]
- 1996년 8월 8일: 수산청과 해운항만청을 통합하여 해양수산부를 설치.[13]
- 2008년 2월 29일: 해양수산부와 농림부를 통합하여 농림수산식품부를 설치.[14]
- 2013년 3월 23일: 농림수산식품부를 해양수산부와 농림축산식품부로 분리. 문화체육관광부로부터 해양 레저스포츠에 관한 사무를, 국토해양부로부터 해안·하천·항만 및 간척, 해운, 해양환경, 해양조사, 해양자원개발, 해양과학기술연구·개발 및 해양안전심판에 관한 사무를 이관받음.[15]
- 2014년 11월 19일: 해상교통관제센터에 관한 사무를 국민안전처로 이관.[16]

### 역대 로고

1996년부터 2008년까지 사용된 해양수산부 로고
2013년부터 2016년까지 사용된 해양수산부 로고

## 조직
| 실·국                  | 정책관·심의관실        | 담당관실·과 |
| 장관 산하 하부조직     | 장관 산하 하부조직     | 장관 산하 하부조직                                                                                               |
| ---------------------- | ---------------------- | --- |
| 대변인실               | 대변인실               | 홍보담당관실ㆍ디지털소통팀                                                                                       |
| 감사관실               | 감사관실               | 감사담당관실 |
| 장관정책보좌관실       |                        | |
| 차관 산하 하부조직     |                        | |
| 기획조정실             | 정책기획관실           | 기획재정담당관실ㆍ장기전략데이터기획팀ㆍ혁신행정담당관실ㆍ규제개혁법무담당관실ㆍ정보화담당관실ㆍ비상안전담당관실 |
|                        |                        | 운영지원과 |
| 해양정책실             | 해양정책관실           | 해양정책과ㆍ해양수산과학기술정책과ㆍ해양개발과ㆍ해양레저관광과ㆍ해양수산생명자원과                               |
| 해양정책실             | 해양환경정책관실       | 해양환경정책과ㆍ해양공간정책과ㆍ해양보전과ㆍ해양생태과                                                           |
| 해양정책실             | 국제협력정책관실       | 국제협력총괄과ㆍ해양영토과ㆍ통상무역협력과                                                                       |
| 수산정책실             | 수산정책관실           | 수산정책과ㆍ유통정책과ㆍ수출가공진흥과ㆍ소득복지과ㆍ원양산업과ㆍ수산직불제팀                                     |
| 수산정책실             | 어업자원정책관실       | 어업정책과ㆍ수산자원정책과ㆍ지도교섭과ㆍ어선안전정책과                                                           |
| 수산정책실             | 어촌양식정책관실       | 어촌양식정책과ㆍ양식산업과ㆍ어촌어항과                                                                           |
| 해운물류국             | 해운물류국             | 해운정책과ㆍ연안해운과ㆍ선원정책과ㆍ항만물류기획과ㆍ항만운영과ㆍ스마트해운물류팀                                 |
| 해사안전국             | 해사안전국             | 해사안전정책과ㆍ해사산업기술과ㆍ해사안전관리과ㆍ항로표지과ㆍ첨단해양교통관리팀                                   |
| 항만국                 | 항만국                 | 항만정책과ㆍ항만개발과ㆍ항만투자협력과ㆍ항만연안재생과ㆍ항만기술안전과ㆍ부산항북항통합개발추진단                 |
| 어촌어항재생사업기획단 | 어촌어항재생사업기획단 | 어촌어항재생과                                                                                                   |

### 소속기관
- 장관의 관장 사무를 지원하는 기관
  - 국립수산물품질관리원, 국립해양조사원, 어업관리단, 국립해사고등학교
- 장관의 소관 사무를 분장하는 기관
  - 지방해양수산청
- 해양안전심판원
- 장관의 관장 사무를 지원하는 책임운영기관
  - 국립수산과학원, 해양수산인재개발원, 국립해양측위정보원

### 소속 자문위원회
| 위원회명                       | 주관부처   | 설치근거                                                         | 비고 |
| ------------------------------ | ---------- | ---------------------------------------------------------------- | ---- |
| 국립해양생물자원관건립위원회   | 해양수산부 | 국립해양생물자원관건립위원회 규정 제2조                          |      |
| 독도지속가능이용위원회         | 해양수산부 | 독도의 지속가능한 이용에 관한 법률 제7조                         |      |
| 선박관리산업정책위원회         | 해양수산부 | 선박관리산업발전법 제5조                                         |      |
| 소금산업진흥심의회             | 해양수산부 | 소금산업진흥법 제6조                                             |      |
| 수산생명자원심의위원회         | 해양수산부 | 농수산생명자원위 보존관리 및 이용에 관한 법률 제25조             |      |
| 수산생물질병방역협의회         | 해양수산부 | 수산동물질병관리법 제4조                                         |      |
| 수산식품과학기술위원회         | 해양수산부 | 농림수산식품과학기술육성법 제5조의2                              |      |
| 수산종자위원회                 | 해양수산부 | 식물신품종보호법 제118조                                         |      |
| 신항만건설심의위원회           | 해양수산부 | 신항만건설촉진법 제10조                                          |      |
| 어업인등지원위원회             | 해양수산부 | 자유무역협정 체결에 따른 농어업인 등의 지원에 관한 특별법 제19조 |      |
| 어업재해대책심의위원회         | 해양수산부 | 농어업재해대책법 제5조                                           |      |
| 어업재해보상보험심사위원회     | 해양수산부 | 어선원 및 어선재해보상보험법 제60조                              |      |
| 어업재해보험심의회             | 해양수산부 | 농어업재해보험법 제3조                                           |      |
| 연안여객선고객만족도평가위원회 | 해양수산부 | 해운법 제9조 및 해운법시행령 제6조                               |      |
| 여성어업인육성정책자문회의     | 해양수산부 | 여성농어업인육성법 제7조                                         |      |
| 원양산업발전심의회             | 해양수산부 | 원양산업발전법 제5조                                             |      |
| 중앙어업어촌정책심의회         | 해양수산부 | 농어업.농어촌 및 식품산업기본법 제15조                           |      |
| 중앙수산자원관리위원회         | 해양수산부 | 수산자원관리법 제54조                                            |      |
| 중앙수산조정위원회             | 해양수산부 | 수산업법 제86조                                                  |      |
| 중앙연안관리심의회             | 해양수산부 | 연안관리법 제30조                                                |      |
| 중앙항만정책심의회             | 해양수산부 | 항만법 제4조                                                     |      |
| 해양수산발전위원회             | 해양수산부 | 해양수산발전기본법 제7조                                         |      |

## 정원
해양수산부에 두는 공무원의 정원은 다음과 같다.
| 총계      | 총계                        | 609명 |
| --------- | --------------------------- | ----- |
| 정무직 계 | 정무직 계                   | 2명   |
|           | 장관                        | 1명   |
|           | 차관                        | 1명   |
|           |                             |       |
| 별정직 계 | 별정직 계                   | 2명   |
|           | 고위공무원단                | 1명   |
|           | 3급 상당 이하 5급 상당 이상 | 1명   |
|           |                             |       |
| 일반직 계 | 일반직 계                   | 605명 |
|           | 고위공무원단                | 15명  |
|           | 3급 이하 5급 이상           | 308명 |
|           | 6급 이하                    | 280명 |
|           | 전문직공무원                | 2명   |

## 재정
총수입·총지출 기준 2023년 재정 규모는 다음과 같다.
| 구분                        | 세입예산         | 작년 대비 증감 |
| --------------------------- | ---------------- | -------------- |
| 일반회계                    | 578억 9700만 원  | +17.94%        |
| 국가균형발전특별회계        | 127억 7500만 원  | -11.93%        |
| 농어촌구조개선 특별회계     | 319억 9800만 원  | +11.3%         |
| 에너지 및 자원사업 특별회계 | 38억 4800만 원   | +0.16%         |
| 교통시설특별회계            | 2232억 9600만 원 | +89.61%        |
| 수산발전기금                | 5876억 3500만 원 | +2.43%         |
|                             |                  |                |
| 합계                        | 9174억 4900만 원 | +16.48%        |

| 구분                        | 구분                        | 구분                        | 세출예산             | 작년 대비 증감 |
| --------------------------- | --------------------------- | --------------------------- | -------------------- | -------------- |
| 일반회계                    | 일반회계                    | 일반회계                    | 2조 1847억 9400만 원 | +1.13%         |
|                             | 해양환경                    | 해양환경                    | 2001억 8800만 원     | -2.8%          |
|                             | 수산·어촌                   | 수산·어촌                   | 4814억 1200만 원     | -0.56%         |
|                             | 해운·항만                   | 해운·항만                   | 3200억 4900만 원     | -4.99%         |
|                             | 물류등기타                  | 물류등기타                  | 9602억 8800만 원     | +4.55%         |
|                             | 과학기술연구지원            | 과학기술연구지원            | 2228억 5700만 원     | +3.66%         |
| 국가균형발전특별회계        | 국가균형발전특별회계        | 국가균형발전특별회계        | 4681억 1500만 원     | +244.78%       |
|                             | 해양환경                    | 해양환경                    | 567억 7200만 원      | +2.13%         |
|                             | 수산·어촌                   | 수산·어촌                   | 3704억 3400만 원     | +960.17%       |
|                             | 해운·항만                   | 해운·항만                   | 357억 9200만 원      | -15.97%        |
|                             | 물류등기타                  | 물류등기타                  | 51억 1700만 원       | +93.02%        |
| 농어촌구조개선 특별회계     | 농어촌구조개선 특별회계     | 수산·어촌                   | 1조 4552억 7400만 원 | -19.72%        |
| 에너지 및 자원사업 특별회계 | 에너지 및 자원사업 특별회계 | 에너지 및 자원사업 특별회계 | 663억 2800만 원      | -38.29%        |
|                             | 수산·어촌                   | 수산·어촌                   | 222억 2900만 원      | -10.21%        |
|                             | 해운·항만                   | 해운·항만                   | 440억 9900만 원      | -46.69%        |
| 교통시설특별회계            | 교통시설특별회계            | 교통시설특별회계            | 1조 5888억 4600만 원 | -3.41%         |
|                             | 해운·항만                   | 해운·항만                   | 1조 4852억 1200만 원 | -5.21%         |
|                             | 물류등기타                  | 물류등기타                  | 1036억 3400만 원     | +32.62%        |
| 수산발전기금                | 수산발전기금                | 수산발전기금                | 6699억 2500만 원     | +27.95%        |
|                             | 해양환경                    | 해양환경                    | 518억 9400만 원      | +9.41%         |
|                             | 수산·어촌                   | 수산·어촌                   | 6180억 3100만 원     | +29.8%         |
|                             |                             |                             |                      |                |
| 합계                        | 합계                        | 합계                        | 6조 4332억 8200만 원 | +0.76%         |

## 같이 보기
- 외청
  - 해양경찰청
- 해양수산부 장관
- 해양수산부 차관

### 내용주
1. ↑  2025년 9월 30일까지 존속하는 한시조직.
2. ↑  2명을 두며 1명은 고위공무원단 나등급에 속하는 별정직공무원으로, 나머지 1명은 3급 또는 4급 상당 별정직공무원으로 보한다.
3. 1 2  2024년 8월 31일까지 존속하는 한시조직.
4. 1 2  2024년 9월 30일까지 존속하는 한시조직.
5. ↑  2023년 12월 31일까지 존속하는 한시조직.
6. ↑  2023년 12월 28일까지 존속하는 한시조직.
7. ↑  어촌양식정책관이 겸임한다.
8. ↑  한시정원 11명 포함.
9. ↑  한시정원 8명 포함.

### 참조주
1. 1 2  「해양수산부와 그 소속기관 직제」 별표 2 및 별표 4의2 및 별표 5제1호~제2호·제5호~제7호
2. 1 2  기획재정부. “열린재정 > 재정연구분석 > 재정분석통계 > 예산편성현황(총수입)”. 《열린재정》. 2023년 2월 26일에 확인함.
3. 1 2  기획재정부. “열린재정 > 재정연구분석 > 재정분석통계 > 세목 예산편성현황(총지출)”. 《열린재정》. 2023년 2월 26일에 확인함.
4. ↑  대통령령 제24호 및 대통령령 제26호
5. ↑  법률 제354호
6. ↑  법률 제734호
7. ↑  법률 제1752호
8. ↑  법률 제2557호
9. ↑  법률 제2886호
10. ↑  법률 제3011호
11. ↑  법률 제3854호
12. ↑  법률 제4831호
13. ↑  법률 제5153호
14. ↑  법률 제8852호
15. ↑  법률 제11690호
16. ↑  법률 제12844호